# WTA Tour 2022
Die WTA Tour 2022 (offiziell: Hologic WTA Tour 2022) war der 52. Jahrgang der Damentennis-Turnierserie, die von der Women’s Tennis Association ausgetragen wurde.
Als Reaktion auf den russischen Überfall auf die Ukraine 2022 durften die Spielerinnen aus Russland und Belarus seit dem 28. Februar nicht unter ihrer Flagge antreten.
Die Teamwettbewerbe Billie Jean King Cup sowie die vier Grand-Slam-Turniere wurden nicht von der WTA, sondern von der ITF organisiert. Sie werden hier dennoch als Bestandteil der WTA Tour aufgeführt, da die Spitzenspielerinnen in der Regel auch diese Turniere spielten.

## Turnierplan
| Kategorie              |
| ---------------------- |
| Grand Slam             |
| Jahresendveranstaltung |
| WTA 1000               |
| WTA 1000 (900 P.)      |
| WTA 500 (470 P.)       |
| WTA 250 (280 P.)       |

| Sonstige             |
| -------------------- |
| Billie Jean King Cup |

Erklärungen

Die Zeichenfolge von z. B. 128E/96Q/64D/32M hat folgende Bedeutung:

128E = 128 Spielerinnen spielen im Einzel

96Q = 96 Spielerinnen spielen die Qualifikation im Einzel

64D = 64 Paarungen spielen im Doppel

32M = 32 Paarungen spielen im Mixed

### Januar
| Datum 1 | Turnier                                                                                          | Sieger(in)                            | Finalgegner(in)                       | Ergebnis          |
| ------- | ------------------------------------------------------------------------------------------------ | ------------------------------------- | ------------------------------------- | ----------------- |
| 03.01.  | Adelaide International 1 Adelaide, Australien WTA 500 – 703.580 $ Hartplatz – 30E/24Q/16D        | Ashleigh Barty                        | Jelena Rybakina                       | 6:3, 6:2          |
| 03.01.  | Adelaide International 1 Adelaide, Australien WTA 500 – 703.580 $ Hartplatz – 30E/24Q/16D        | Ashleigh Barty Storm Sanders          | Darija Jurak Schreiber Andreja Klepač | 6:1, 6:4          |
| 03.01.  | Melbourne Summer Set I Melbourne, Australien WTA 250 – 239.477 $ Hartplatz – 32E/24Q/16D         | Simona Halep                          | Weronika Kudermetowa                  | 6:2, 6:3          |
| 03.01.  | Melbourne Summer Set I Melbourne, Australien WTA 250 – 239.477 $ Hartplatz – 32E/24Q/16D         | Asia Muhammad Jessica Pegula          | Sara Errani Jasmine Paolini           | 6:3, 6:1          |
| 03.01.  | Melbourne Summer Set II Melbourne, Australien WTA 250 – 239.477 $ Hartplatz – 32E/24Q/16D        | Amanda Anisimova                      | Aljaksandra Sasnowitsch               | 7:5, 1:6, 6:4     |
| 03.01.  | Melbourne Summer Set II Melbourne, Australien WTA 250 – 239.477 $ Hartplatz – 32E/24Q/16D        | Bernarda Pera Kateřina Siniaková      | Tereza Martincová Mayar Sherif        | 6:2, 6:77, [10:5] |
| 10.01.  | Sydney Tennis Classic Sydney, Australien WTA 500 – 703.580 $ Hartplatz – 30E/24Q/16D             | Paula Badosa                          | Barbora Krejčíková                    | 6:3, 4:6, 7:64    |
| 10.01.  | Sydney Tennis Classic Sydney, Australien WTA 500 – 703.580 $ Hartplatz – 30E/24Q/16D             | Anna Danilina Beatriz Haddad Maia     | Vivian Heisen Panna Udvardy           | 4:6, 7:5, [10:8]  |
| 10.01.  | Adelaide International 2 Adelaide, Australien WTA 250 – 239.477 $ Hartplatz – 32E/24Q/16D        | Madison Keys                          | Alison Riske                          | 6:1, 6:2          |
| 10.01.  | Adelaide International 2 Adelaide, Australien WTA 250 – 239.477 $ Hartplatz – 32E/24Q/16D        | Eri Hozumi Makoto Ninomiya            | Tereza Martincová Markéta Vondroušová | 1:6, 7:64, [10:7] |
| 17.01.  | Australian Open Melbourne, Australien Grand Slam – 75.000.000 AU-$ Hartplatz – 128E/128Q/64D/32M | Ashleigh Barty                        | Danielle Collins                      | 6:3, 7:62         |
| 17.01.  | Australian Open Melbourne, Australien Grand Slam – 75.000.000 AU-$ Hartplatz – 128E/128Q/64D/32M | Barbora Krejčíková Kateřina Siniaková | Anna Danilina Beatriz Haddad Maia     | 6:73, 6:4, 6:4    |
| 17.01.  | Australian Open Melbourne, Australien Grand Slam – 75.000.000 AU-$ Hartplatz – 128E/128Q/64D/32M | Kristina Mladenovic Ivan Dodig        | Jaimee Fourlis Jason Kubler           | 6:3, 6:4          |

### Februar
| Datum 1 | Turnier | Siegerin                              | Finalgegnerin                        | Ergebnis          |
| ------- | --- | ------------------------------------- | ------------------------------------ | ----------------- |
| 07.02.  | St. Petersburg Ladies Trophy Sankt Petersburg, Russland WTA 500 – 768.680 $ Hartplatz (Halle) – 32E/32Q/16D          | Anett Kontaveit                       | Maria Sakkari                        | 5:7, 7:64, 7:5    |
| 07.02.  | St. Petersburg Ladies Trophy Sankt Petersburg, Russland WTA 500 – 768.680 $ Hartplatz (Halle) – 32E/32Q/16D          | Anna Kalinskaja Catherine McNally     | Alicja Rosolska Erin Routliffe       | 6:3, 6:75, [10:4] |
| 14.02.  | Dubai Duty Free Tennis Championships Dubai, Vereinigte Arabische Emirate WTA 500 – 768.860 $ Hartplatz – 32E/48Q/16D | Jeļena Ostapenko                      | Weronika Kudermetowa                 | 6:0, 6:4          |
| 14.02.  | Dubai Duty Free Tennis Championships Dubai, Vereinigte Arabische Emirate WTA 500 – 768.860 $ Hartplatz – 32E/48Q/16D | Weronika Kudermetowa Elise Mertens    | Ljudmyla Kitschenok Jeļena Ostapenko | 6:1, 6:3          |
| 21.02.  | Qatar TotalEnergies Open Doha, Katar WTA 1000 – 2.632.448 $ Hartplatz – 56E/32Q/28D                                  | Iga Świątek                           | Anett Kontaveit                      | 6:2, 6:0          |
| 21.02.  | Qatar TotalEnergies Open Doha, Katar WTA 1000 – 2.632.448 $ Hartplatz – 56E/32Q/28D                                  | Cori Gauff Jessica Pegula             | Weronika Kudermetowa Elise Mertens   | 3:6, 7:5, [10:5]  |
| 21.02.  | Abierto Akron Zapopan Guadalajara, Mexiko WTA 250 – 262.727 $ Hartplatz – 32E/24Q/16D                                | Sloane Stephens                       | Marie Bouzková                       | 7:5, 1:6, 6:2     |
| 21.02.  | Abierto Akron Zapopan Guadalajara, Mexiko WTA 250 – 262.727 $ Hartplatz – 32E/24Q/16D                                | Kaitlyn Christian Lidsija Marosawa    | Wang Xinyu Zhu Lin                   | 7:5, 6:3          |
| 28.02.  | Open 6ème Sens Métropole de Lyon 2022 Lyon, Frankreich WTA 250 – 193.127 € Hartplatz (Halle) – 32E/24Q/16D           | Zhang Shuai                           | Dajana Jastremska                    | 3:6, 6:3, 6:4     |
| 28.02.  | Open 6ème Sens Métropole de Lyon 2022 Lyon, Frankreich WTA 250 – 193.127 € Hartplatz (Halle) – 32E/24Q/16D           | Laura Siegemund Wera Swonarjowa       | Alicia Barnett Olivia Nicholls       | 7:5, 6:1          |
| 28.02.  | Abierto GNP Seguros Monterrey, Mexiko WTA 250 – 276.750 $ Hartplatz – 32E/24Q/16D                                    | Leylah Fernandez                      | Camila Osorio                        | 6:75, 6:4, 7:63   |
| 28.02.  | Abierto GNP Seguros Monterrey, Mexiko WTA 250 – 276.750 $ Hartplatz – 32E/24Q/16D                                    | Catherine Harrison Sabrina Santamaria | Han Xinyun Jana Sisikowa             | 1:6, 7:5, [10:6]  |

### März
| Datum 1 | Turnier                                                                                          | Siegerin                        | Finalgegnerin                      | Ergebnis  |
| ------- | ------------------------------------------------------------------------------------------------ | ------------------------------- | ---------------------------------- | --------- |
| 07.03.  | BNP Paribas Open Indian Wells, Vereinigte Staaten WTA 1000 – 8.369.455 $ Hartplatz – 96E/48Q/32D | Iga Świątek                     | Maria Sakkari                      | 6:4, 6:1  |
| 07.03.  | BNP Paribas Open Indian Wells, Vereinigte Staaten WTA 1000 – 8.369.455 $ Hartplatz – 96E/48Q/32D | Xu Yifan Yang Zhaoxuan          | Asia Muhammad Ena Shibahara        | 7:5, 7:64 |
| 21.03.  | Miami Open Miami, Vereinigte Staaten WTA 1000 – 8.369.455 $ Hartplatz – 96E/48Q/32D              | Iga Świątek                     | Naomi Ōsaka                        | 6:4, 6:0  |
| 21.03.  | Miami Open Miami, Vereinigte Staaten WTA 1000 – 8.369.455 $ Hartplatz – 96E/48Q/32D              | Laura Siegemund Wera Swonarjowa | Weronika Kudermetowa Elise Mertens | 7:63, 7:5 |

### April
| Datum 1 | Turnier | Siegerin                                                                      | Finalgegnerin                                                                               | Ergebnis                 |
| ------- | --- | ----------------------------------------------------------------------------- | ------------------------------------------------------------------------------------------- | ------------------------ |
| 04.04.  | Credit One Charleston Open Charleston, Vereinigte Staaten WTA 500 – 899.500$ Sandplatz – 56E/32Q/16D | Belinda Bencic                                                                | Ons Jabeur                                                                                  | 6:1, 5:7, 6:4            |
| 04.04.  | Credit One Charleston Open Charleston, Vereinigte Staaten WTA 500 – 899.500$ Sandplatz – 56E/32Q/16D | Andreja Klepač Magda Linette                                                  | Lucie Hradecká Sania Mirza                                                                  | 6:2, 4:6, [10:7]         |
| 04.04.  | Copa Colsanitas Bogotá, Kolumbien WTA 250 – 239.477$ Sandplatz – 32E/24Q/16D | Tatjana Maria                                                                 | Laura Pigossi                                                                               | 6:3, 4:6, 6:2            |
| 04.04.  | Copa Colsanitas Bogotá, Kolumbien WTA 250 – 239.477$ Sandplatz – 32E/24Q/16D | Astra Sharma Aldila Sutjiadi                                                  | Emina Bektas Tara Moore                                                                     | 4:6, 6:4, [11:9]         |
| 11.04.  | Billie Jean King Cup, Qualifikation Alghero, Italien Asheville, Vereinigte Staaten Prag, Tschechien Antalya, Türkei Nur-Sultan, Kasachstan Vancouver, Kanada ’s-Hertogenbosch, Niederlande Radom, Polen | Italien Vereinigte Staaten Tschechien Belgien Kasachstan Kanada Spanien Polen | Frankreich Ukraine Vereinigtes Königreich Belarus Deutschland Lettland Niederlande Rumänien | 3:1 3:2 kampflos 3:1 4:0 |
| 18.04.  | Porsche Tennis Grand Prix Stuttgart, Deutschland WTA 500 – 611.210 € Sandplatz (Halle) – 28E/16Q/16D | Iga Świątek                                                                   | Aryna Sabalenka                                                                             | 6:2, 6:2                 |
| 18.04.  | Porsche Tennis Grand Prix Stuttgart, Deutschland WTA 500 – 611.210 € Sandplatz (Halle) – 28E/16Q/16D | Desirae Krawczyk Demi Schuurs                                                 | Cori Gauff Zhang Shuai                                                                      | 6:3, 6:4                 |
| 18.04.  | TEB BNP Paribas Tennis Championship İstanbul Istanbul, Türkei WTA 250 – 239.477$ Sandplatz – 32E/24Q/16D                                                                                                | Anastassija Potapowa                                                          | Weronika Kudermetowa                                                                        | 6:3, 6:1                 |
| 18.04.  | TEB BNP Paribas Tennis Championship İstanbul Istanbul, Türkei WTA 250 – 239.477$ Sandplatz – 32E/24Q/16D                                                                                                | Marie Bouzková Sara Sorribes Tormo                                            | Natela Dsalamidse Kamilla Rachimowa                                                         | 6:3, 6:4                 |
| 25.04.  | Mutua Madrid Open Madrid, Spanien WTA 1000 – 6.575.560 € Sandplatz – 64E/48Q/30D | Ons Jabeur                                                                    | Jessica Pegula                                                                              | 7:5, 0:6, 6:2            |
| 25.04.  | Mutua Madrid Open Madrid, Spanien WTA 1000 – 6.575.560 € Sandplatz – 64E/48Q/30D | Gabriela Dabrowski Giuliana Olmos                                             | Desirae Krawczyk Demi Schuurs                                                               | 7:61, 5:7, [10:7]        |

### Mai
| Datum 1 | Turnier                                                                                             | Sieger(in)                                        | Finalgegner(in)                   | Ergebnis          |
| ------- | --------------------------------------------------------------------------------------------------- | ------------------------------------------------- | --------------------------------- | ----------------- |
| 09.05.  | Internazionali BNL d’Italia Rom, Italien WTA 1000 – 2.527.250 € Sandplatz – 56E/32Q/28D             | Iga Świątek                                       | Ons Jabeur                        | 6:2, 6:2          |
| 09.05.  | Internazionali BNL d’Italia Rom, Italien WTA 1000 – 2.527.250 € Sandplatz – 56E/32Q/28D             | Weronika Kudermetowa Anastassija Pawljutschenkowa | Gabriela Dabrowski Giuliana Olmos | 1:6, 6:4, [10:7]  |
| 16.05.  | Internationaux de Strasbourg Straßburg, Frankreich WTA 250 – 203.024 € Sandplatz – 32E/16Q/16D      | Angelique Kerber                                  | Kaja Juvan                        | 7:65, 6:70, 7:65  |
| 16.05.  | Internationaux de Strasbourg Straßburg, Frankreich WTA 250 – 203.024 € Sandplatz – 32E/16Q/16D      | Nicole Melichar-Martinez Daria Saville            | Lucie Hradecká Sania Mirza        | 5:7, 7:5, [10:6]  |
| 16.05.  | Grand Prix SAR La Princesse Lalla Meryem Rabat, Marokko WTA 250 – 251.750 $ Sandplatz – 32E/16Q/16D | Martina Trevisan                                  | Claire Liu                        | 6:2, 6:1          |
| 16.05.  | Grand Prix SAR La Princesse Lalla Meryem Rabat, Marokko WTA 250 – 251.750 $ Sandplatz – 32E/16Q/16D | Eri Hozumi Makoto Ninomiya                        | Monica Niculescu Alexandra Panowa | 6:77, 6:3, [10:8] |
| 23.05.  | French Open Paris, Frankreich Grand Slam – $ Sandplatz – 128E/128Q/64D/16M                          | Iga Świątek                                       | Coco Gauff                        | 6:1, 6:3          |
| 23.05.  | French Open Paris, Frankreich Grand Slam – $ Sandplatz – 128E/128Q/64D/16M                          | Caroline Garcia Kristina Mladenovic               | Coco Gauff Jessica Pegula         | 1:6, 6:3, 6:2     |
| 23.05.  | French Open Paris, Frankreich Grand Slam – $ Sandplatz – 128E/128Q/64D/16M                          | Ena Shibahara Wesley Koolhof                      | Ulrikke Eikeri Joran Vliegen      | 7:65, 6:2         |

### Juni
| Datum 1 | Turnier | Sieger(in)                            | Finalgegner(in)                      | Ergebnis          |
| ------- | --- | ------------------------------------- | ------------------------------------ | ----------------- |
| 06.06.  | Rothesay Open Nottingham Nottingham, Vereinigtes Königreich WTA 250 – 239.477 $ Rasen – 32E/24Q/16D          | Beatriz Haddad Maia                   | Alison Riske                         | 6:4, 1:6, 6:3     |
| 06.06.  | Rothesay Open Nottingham Nottingham, Vereinigtes Königreich WTA 250 – 239.477 $ Rasen – 32E/24Q/16D          | Beatriz Haddad Maia Zhang Shuai       | Caroline Dolehide Monica Niculescu   | 7:62, 6:3         |
| 06.06.  | Libéma Open ’s-Hertogenbosch, Niederlande WTA 250 – 203.024 € Rasen – 32E/24Q/16D                            | Jekaterina Alexandrowa                | Aryna Sabalenka                      | 7:5, 6:0          |
| 06.06.  | Libéma Open ’s-Hertogenbosch, Niederlande WTA 250 – 203.024 € Rasen – 32E/24Q/16D                            | Ellen Perez Tamara Zidanšek           | Weronika Kudermetowa Elise Mertens   | 6:3, 5:7, [12:10] |
| 13.06.  | bett1open Berlin, Deutschland WTA 500 – 611.210 € Rasen – 32E/24Q/16D                                        | Ons Jabeur                            | Belinda Bencic                       | 6:3, 2:1 Aufgabe  |
| 13.06.  | bett1open Berlin, Deutschland WTA 500 – 611.210 € Rasen – 32E/24Q/16D                                        | Storm Sanders Kateřina Siniaková      | Alizé Cornet Jil Teichmann           | 6:4, 6:3          |
| 13.06.  | Rothesay Classic Birmingham Birmingham, Vereinigtes Königreich WTA 250 – 251.750 $ Rasen – 32E/24Q/16D       | Beatriz Haddad Maia                   | Zhang Shuai                          | 5:4 Aufgabe       |
| 13.06.  | Rothesay Classic Birmingham Birmingham, Vereinigtes Königreich WTA 250 – 251.750 $ Rasen – 32E/24Q/16D       | Ljudmyla Kitschenok Jeļena Ostapenko  | Elise Mertens Zhang Shuai            | kampflos          |
| 20.06.  | Rothesay International Eastbourne Eastbourne, Vereinigtes Königreich WTA 500 – 757.900 $ Rasen – 48E/16Q/16D | Petra Kvitová                         | Jeļena Ostapenko                     | 6:3, 6:2          |
| 20.06.  | Rothesay International Eastbourne Eastbourne, Vereinigtes Königreich WTA 500 – 757.900 $ Rasen – 48E/16Q/16D | Aleksandra Krunić Magda Linette       | Ljudmyla Kitschenok Jeļena Ostapenko | kampflos          |
| 20.06.  | Bad Homburg Open Bad Homburg, Deutschland WTA 250 – 203.024 € Rasen – 32E/8Q/16D                             | Caroline Garcia                       | Bianca Andreescu                     | 6:75, 6:4, 6:4    |
| 20.06.  | Bad Homburg Open Bad Homburg, Deutschland WTA 250 – 203.024 € Rasen – 32E/8Q/16D                             | Eri Hozumi Makoto Ninomiya            | Alicja Rosolska Erin Routliffe       | 6:4, 6:75, [10:5] |
| 27.06.  | Wimbledon Championships London, Vereinigtes Königreich Grand Slam – $ Rasen – 128E/128Q/64D/32M              | Jelena Rybakina                       | Ons Jabeur                           | 3:6, 6:2, 6:2     |
| 27.06.  | Wimbledon Championships London, Vereinigtes Königreich Grand Slam – $ Rasen – 128E/128Q/64D/32M              | Barbora Krejčíková Kateřina Siniaková | Elise Mertens Zhang Shuai            | 6:2, 6:4          |
| 27.06.  | Wimbledon Championships London, Vereinigtes Königreich Grand Slam – $ Rasen – 128E/128Q/64D/32M              | Desirae Krawczyk Neal Skupski         | Samantha Stosur Matthew Ebden        | 6:4, 6:3          |

### Juli
| Datum 1 | Turnier                                                                                | Siegerin                                | Finalgegnerin                           | Ergebnis         |
| ------- | -------------------------------------------------------------------------------------- | --------------------------------------- | --------------------------------------- | ---------------- |
| 11.07.  | Ladies Open Lausanne Lausanne, Schweiz WTA 250 – 251.750 $ Sandplatz – 32E/24Q/16D     | Petra Martić                            | Olga Danilović                          | 6:4, 6:2         |
| 11.07.  | Ladies Open Lausanne Lausanne, Schweiz WTA 250 – 251.750 $ Sandplatz – 32E/24Q/16D     | Olga Danilović Kristina Mladenovic      | Ulrikke Eikeri Tamara Zidansek          | kampflos         |
| 11.07.  | Hungarian Grand Prix Budapest, Ungarn WTA 250 – 203.024 € Sandplatz – 32E/24Q/16D      | Bernarda Pera                           | Aleksandra Krunić                       | 6:3, 6:3         |
| 11.07.  | Hungarian Grand Prix Budapest, Ungarn WTA 250 – 203.024 € Sandplatz – 32E/24Q/16D      | Ekaterine Gorgodse Oksana Kalaschnikowa | Katarzyna Piter Kimberley Zimmermann    | 1:6, 6:4, [10:6] |
| 18.07.  | Hamburg European Open Hamburg, Deutschland WTA 250 – 203.024 € Sandplatz – 32E/24Q/16D | Bernarda Pera                           | Anett Kontaveit                         | 6:2, 6:4         |
| 18.07.  | Hamburg European Open Hamburg, Deutschland WTA 250 – 203.024 € Sandplatz – 32E/24Q/16D | Miyu Kato Aldila Sutjiadi               | Angela Kulikov Sophie Chang             | 6:3, 4:6, [10:6] |
| 18.07.  | Palermo Ladies Open Palermo, Italien WTA 250 – 203.024 € Sandplatz – 32E/24Q/16D       | Irina-Camelia Begu                      | Lucia Bronzetti                         | 6:2, 6:2         |
| 18.07.  | Palermo Ladies Open Palermo, Italien WTA 250 – 203.024 € Sandplatz – 32E/24Q/16D       | Anna Bondár Kimberley Zimmermann        | Panna Udvardy Amina Anschba             | 6:3, 6:2         |
| 25.07.  | Livesport Prague Open Prag, Tschechien WTA 250 – 251.750 $ Hartplatz – 32E/24Q/16D     | Marie Bouzková                          | Anastassija Potapowa                    | 6:0, 6:3         |
| 25.07.  | Livesport Prague Open Prag, Tschechien WTA 250 – 251.750 $ Hartplatz – 32E/24Q/16D     | Anastassija Potapowa Jana Sisikowa      | Angelina Gabujewa Anastassija Sacharowa | 6:3, 6:4         |
| 25.07.  | BNP Paribas Poland Open Warschau, Polen WTA 250 – 251.750 $ Sandplatz – 32E/24Q/16D    | Caroline Garcia                         | Ana Bogdan                              | 6:4, 6:1         |
| 25.07.  | BNP Paribas Poland Open Warschau, Polen WTA 250 – 251.750 $ Sandplatz – 32E/24Q/16D    | Anna Danilina Anna-Lena Friedsam        | Katarzyna Kawa Alicja Rosolska          | 6:4, 5:7, [10:5] |

### August
| Datum 1 | Turnier                                                                                                  | Sieger(in)                            | Finalgegner(in)                         | Ergebnis          |
| ------- | --- | ------------------------------------- | --------------------------------------- | ----------------- |
| 01.08.  | Mubadala Silicon Valley Classic San José, Vereinigte Staaten WTA 500 – 757.900 $ Hartplatz – 28E/16Q/16D | Darja Kassatkina                      | Shelby Rogers                           | 6:72, 6:1, 6:2    |
| 01.08.  | Mubadala Silicon Valley Classic San José, Vereinigte Staaten WTA 500 – 757.900 $ Hartplatz – 28E/16Q/16D | Xu Yifan Yang Zhaoxuan                | Shūko Aoyama Chan Hao-ching             | 7:5, 6:0          |
| 01.08.  | Citi Open 2022 Washington, D.C., Vereinigte Staaten WTA 250 – 251.750 $ Hartplatz – 32E/16Q/16D          | Ljudmila Samsonowa                    | Kaia Kanepi                             | 4:6, 6:3, 6:3     |
| 01.08.  | Citi Open 2022 Washington, D.C., Vereinigte Staaten WTA 250 – 251.750 $ Hartplatz – 32E/16Q/16D          | Erin Routliffe Jessica Pegula         | Anna Kalinskaya Catherine McNally       | 6:3, 5:7, [12:10] |
| 08.08.  | National Bank Open Toronto, Kanada WTA 1000 – 2.527.250 $ Hartplatz – 56E/32Q/28D                        | Simona Halep                          | Beatriz Haddad Maia                     | 6:3, 2:6, 6:3     |
| 08.08.  | National Bank Open Toronto, Kanada WTA 1000 – 2.527.250 $ Hartplatz – 56E/32Q/28D                        | Jessica Pegula Coco Gauff             | Nicole Melichar-Martinez Ellen Perez    | 6:4, 65:7, [10:5] |
| 15.08.  | Western & Southern Open Cincinnati, Vereinigte Staaten WTA 1000 – 2.527.250 $ Hartplatz – 56E/32Q/28D    | Caroline Garcia                       | Petra Kvitová                           | 6:2, 6:4          |
| 15.08.  | Western & Southern Open Cincinnati, Vereinigte Staaten WTA 1000 – 2.527.250 $ Hartplatz – 56E/32Q/28D    | Ljudmyla Kitschenok Jeļena Ostapenko  | Nicole Melichar-Martinez Ellen Perez    | 7:65, 6:3         |
| 22.08.  | Tennis in the Land Cleveland, Vereinigte Staaten WTA 250 – 251.750 $ Hartplatz – 32E/16Q/16D             | Ljudmila Samsonowa                    | Aljaksandra Sasnowitsch                 | 6:1, 6:3          |
| 22.08.  | Tennis in the Land Cleveland, Vereinigte Staaten WTA 250 – 251.750 $ Hartplatz – 32E/16Q/16D             | Nicole Melichar-Martinez Ellen Perez  | Anna Danilina Aleksandra Krunić         | 7:5, 6:3          |
| 22.08.  | Championnats Banque Nationale de Granby Granby, Kanada WTA 250 – 251.750 $ Hartplatz – 32E/16Q/16D       | Darja Kassatkina                      | Daria Saville                           | 6:4, 6:4          |
| 22.08.  | Championnats Banque Nationale de Granby Granby, Kanada WTA 250 – 251.750 $ Hartplatz – 32E/16Q/16D       | Alicia Barnett Olivia Nicholls        | Harriet Dart Rosalie van der Hoek       | 5:7, 6:3, [10:1]  |
| 29.08.  | US Open New York City, Vereinigte Staaten Grand Slam – $ Hartplatz – 128E/128Q/64D/32                    | Iga Świątek                           | Ons Jabeur                              | 6:2, 7:65         |
| 29.08.  | US Open New York City, Vereinigte Staaten Grand Slam – $ Hartplatz – 128E/128Q/64D/32                    | Barbora Krejčíková Kateřina Siniaková | Catherine McNally Taylor Townsend       | 3:6, 7:5, 6:1     |
| 29.08.  | US Open New York City, Vereinigte Staaten Grand Slam – $ Hartplatz – 128E/128Q/64D/32                    | Storm Sanders John Peers              | Kirsten Flipkens Édouard Roger-Vasselin | 4:6, 6:4, [10:7]  |

### September
| Datum 1 | Turnier                                                                                     | Siegerin                              | Finalgegnerin                            | Ergebnis         |
| ------- | ------------------------------------------------------------------------------------------- | ------------------------------------- | ---------------------------------------- | ---------------- |
| 12.09.  | Zavarovalnica Sava Portorož Portorož, Slowenien WTA 250 – 203.024 € Hartplatz – 32E/24Q/16D | Kateřina Siniaková                    | Jelena Rybakina                          | 6:74, 7:65, 6:4  |
| 12.09.  | Zavarovalnica Sava Portorož Portorož, Slowenien WTA 250 – 203.024 € Hartplatz – 32E/24Q/16D | Marty Kostjuk Tereza Martincová       | Cristina Bucșa Tereza Mihalíková         | 6:4, 6:0         |
| 12.09.  | Chennai Open Chennai, Indien WTA 250 – 251.750 $ Hartplatz – 32E/24Q/16D                    | Linda Fruhvirtová                     | Magda Linette                            | 4:6, 6:3, 6:4    |
| 12.09.  | Chennai Open Chennai, Indien WTA 250 – 251.750 $ Hartplatz – 32E/24Q/16D                    | Gabriela Dabrowski Luisa Stefani      | A. Blinkowa N. Dsalamidse                | 6:1, 6:2         |
| 19.09.  | Toray Pan Pacific Open Tokio, Japan WTA 500 – 797.900 $ Hartplatz – 28E/24Q/16D             | Ljudmila Samsonowa                    | Zheng Qinwen                             | 7:5, 7:5         |
| 19.09.  | Toray Pan Pacific Open Tokio, Japan WTA 500 – 797.900 $ Hartplatz – 28E/24Q/16D             | Gabriela Dabrowski Giuliana Olmos     | Nicole Melichar-Martinez Ellen Perez     | 6:4, 6:4         |
| 19.09.  | Hana Bank Korea Open Seoul, Südkorea WTA 250 – $ Hartplatz – 32E/24Q/16D                    | Jekaterina Alexandrowa                | Jeļena Ostapenko                         | 7:64, 6:0        |
| 19.09.  | Hana Bank Korea Open Seoul, Südkorea WTA 250 – $ Hartplatz – 32E/24Q/16D                    | Kristina Mladenovic Yanina Wickmayer  | Asia Muhammad Sabrina Santamaria         | 6:3, 6:2         |
| 26.09.  | Tallinn Open Tallinn, Estland WTA 250 – 251.750 $ Hartplatz (Halle) – 32E/24Q/16D           | Barbora Krejčíková                    | Anett Kontaveit                          | 6:2, 6:3         |
| 26.09.  | Tallinn Open Tallinn, Estland WTA 250 – 251.750 $ Hartplatz (Halle) – 32E/24Q/16D           | Nadija Kitschenok Ljudmyla Kitschenok | Nicole Melichar-Martinez Laura Siegemund | 7:5, 4:6, [10:7] |
| 26.09.  | Parma Ladies Open Parma, Italien WTA 250 – 203.204 € Sandplatz – 32E/24Q/16D                | Mayar Sherif                          | Maria Sakkari                            | 7:5, 6:3         |
| 26.09.  | Parma Ladies Open Parma, Italien WTA 250 – 203.204 € Sandplatz – 32E/24Q/16D                | Miriam Kolodziejová Anastasia Dețiuc  | Arantxa Rus Tamara Zidanšek              | 1:6, 6:3, [10:8] |

### Oktober
| Datum 1 | Turnier                                                                                          | Siegerin                               | Finalgegnerin                         | Ergebnis           |
| ------- | ------------------------------------------------------------------------------------------------ | -------------------------------------- | ------------------------------------- | ------------------ |
| 03.10.  | AGEL Open Ostrava, Tschechien WTA 500 – 611.210 $ Hartplatz (Halle) – 32E/24Q/16D                | Barbora Krejčíková                     | Iga Świątek                           | 5:7, 7:64, 6:3     |
| 03.10.  | AGEL Open Ostrava, Tschechien WTA 500 – 611.210 $ Hartplatz (Halle) – 32E/24Q/16D                | Catherine McNally Alycia Parks         | Alicja Rosolska Erin Routliffe        | 6:3, 6:2           |
| 03.10.  | Jasmin Open Monastir Monastir, Tunesien WTA 250 – 251.750 $ Hartplatz – 32E/21Q/16D              | Elise Mertens                          | Alizé Cornet                          | 6:2, 6:0           |
| 03.10.  | Jasmin Open Monastir Monastir, Tunesien WTA 250 – 251.750 $ Hartplatz – 32E/21Q/16D              | Kristina Mladenovic Kateřina Siniaková | Miyu Katō Angela Kulikov              | 6:2, 6:0           |
| 10.10.  | San Diego Open San Diego, Vereinigte Staaten WTA 500 – 757.900 $ Hartplatz – 32E/24Q/16D         | Iga Świątek                            | Donna Vekić                           | 6:3, 3:6, 6:0      |
| 10.10.  | San Diego Open San Diego, Vereinigte Staaten WTA 500 – 757.900 $ Hartplatz – 32E/24Q/16D         | Coco Gauff Jessica Pegula              | Gabriela Dabrowski Giuliana Olmos     | 1:6, 7:5, [10:4]   |
| 10.10.  | Transylvania Open Cluj-Napoca, Rumänien WTA 250 – 251.750 $ Hartplatz (Halle) – 32E/24Q/16D      | Anna Blinkowa                          | Jasmine Paolini                       | 6:2, 3:6, 6:2      |
| 10.10.  | Transylvania Open Cluj-Napoca, Rumänien WTA 250 – 251.750 $ Hartplatz (Halle) – 32E/24Q/16D      | Kirsten Flipkens Laura Siegemund       | Kamilla Rachimowa Jana Sisikowa       | 6:3, 7:5           |
| 17.10.  | Guadalajara Open Akron Guadalajara, Mexiko WTA 1000 – 2.527.250 $ Hartplatz – 56E/32Q/28D        | Jessica Pegula                         | Maria Sakkari                         | 6:2, 6:3           |
| 17.10.  | Guadalajara Open Akron Guadalajara, Mexiko WTA 1000 – 2.527.250 $ Hartplatz – 56E/32Q/28D        | Storm Sanders Luisa Stefani            | Anna Danilina Beatriz Haddad Maia     | 7:64, 6:72, [10:8] |
| 31.10.  | WTA Finals Fort Worth, Vereinigte Staaten Jahresendveranstaltung – 5.000.000 $ Hartplatz – 8E/8D | Caroline Garcia                        | Aryna Sabalenka                       | 7:64, 6:4          |
| 31.10.  | WTA Finals Fort Worth, Vereinigte Staaten Jahresendveranstaltung – 5.000.000 $ Hartplatz – 8E/8D | Weronika Kudermetowa Elise Mertens     | Barbora Krejčíková Kateřina Siniaková | 6:2, 4:6, [11:9]   |

### November
| Datum 1 | Turnier                                                                        | Siegerin | Finalgegnerin | Ergebnis |
| ------- | ------------------------------------------------------------------------------ | -------- | ------------- | -------- |
| 07.11.  | Billie Jean King Cup, Finale Glasgow, Vereinigtes Königreich Hartplatz (Halle) | Schweiz  | Australien    | 2:0      |

## Weltranglistenpunkte
Abhängig von der erreichten Runde erhalten die Spielerinnen folgende Punkte für die WTA-Weltrangliste:
| Turnierkategorie        | S     | F     | HF   | VF                                                      | AF                                                      | R32                                                     | R64                                                     | R128                                                    | Q                                                       | Q3                                                      | Q2                                                      | Q1                                                      |
| ----------------------- | ----- | ----- | ---- | ------------------------------------------------------- | ------------------------------------------------------- | ------------------------------------------------------- | ------------------------------------------------------- | ------------------------------------------------------- | ------------------------------------------------------- | ------------------------------------------------------- | ------------------------------------------------------- | ------------------------------------------------------- |
| Grand Slam (E)          | 2000  | 1300  | 780  | 430                                                     | 240                                                     | 130                                                     | 70                                                      | 10                                                      | 40                                                      | 30                                                      | 20                                                      | 2                                                       |
| Grand Slam (D)          | 2000  | 1300  | 780  | 430                                                     | 240                                                     | 130                                                     | 10                                                      | –                                                       | 40                                                      | –                                                       | –                                                       | –                                                       |
| WTA Finals (E)          | 1500* | 1080* | 750* | (+125 pro Round-Robin-Spiel; +125 pro Round-Robin-Sieg) | (+125 pro Round-Robin-Spiel; +125 pro Round-Robin-Sieg) | (+125 pro Round-Robin-Spiel; +125 pro Round-Robin-Sieg) | (+125 pro Round-Robin-Spiel; +125 pro Round-Robin-Sieg) | (+125 pro Round-Robin-Spiel; +125 pro Round-Robin-Sieg) | (+125 pro Round-Robin-Spiel; +125 pro Round-Robin-Sieg) | (+125 pro Round-Robin-Spiel; +125 pro Round-Robin-Sieg) | (+125 pro Round-Robin-Spiel; +125 pro Round-Robin-Sieg) | (+125 pro Round-Robin-Spiel; +125 pro Round-Robin-Sieg) |
| WTA Finals (D)          | 1500  | 1080  | 750  | 375                                                     | –                                                       | –                                                       | –                                                       | –                                                       | –                                                       | –                                                       | –                                                       | –                                                       |
| WTA 1000 (96E)          | 1000  | 650   | 390  | 215                                                     | 120                                                     | 65                                                      | 35                                                      | 10                                                      | 30                                                      | –                                                       | 20                                                      | 2                                                       |
| WTA 1000 (64/60E)       | 1000  | 650   | 390  | 215                                                     | 120                                                     | 65                                                      | 10                                                      | –                                                       | 30                                                      | –                                                       | 20                                                      | 2                                                       |
| WTA 1000 (28/32D)       | 1000  | 650   | 390  | 215                                                     | 120                                                     | 10                                                      | –                                                       | –                                                       | –                                                       | –                                                       | –                                                       | –                                                       |
| WTA 1000 (56E, 48Q/32Q) | 900   | 585   | 350  | 190                                                     | 105                                                     | 60                                                      | 1                                                       | –                                                       | 30                                                      | 20                                                      | –                                                       | 1                                                       |
| WTA 1000 (28D)          | 900   | 585   | 350  | 190                                                     | 105                                                     | 1                                                       | –                                                       | –                                                       | –                                                       | –                                                       | –                                                       | –                                                       |
| WTA Elite Trophy (E)    | 700*  | 440*  | 240  | (+40 pro Round-Robin-Spiel; +80 pro Round-Robin-Sieg)   | (+40 pro Round-Robin-Spiel; +80 pro Round-Robin-Sieg)   | (+40 pro Round-Robin-Spiel; +80 pro Round-Robin-Sieg)   | (+40 pro Round-Robin-Spiel; +80 pro Round-Robin-Sieg)   | (+40 pro Round-Robin-Spiel; +80 pro Round-Robin-Sieg)   | (+40 pro Round-Robin-Spiel; +80 pro Round-Robin-Sieg)   | (+40 pro Round-Robin-Spiel; +80 pro Round-Robin-Sieg)   | (+40 pro Round-Robin-Spiel; +80 pro Round-Robin-Sieg)   | (+40 pro Round-Robin-Spiel; +80 pro Round-Robin-Sieg)   |
| WTA 500 (64/56E)        | 470   | 305   | 185  | 100                                                     | 55                                                      | 30                                                      | 1                                                       | –                                                       | 25                                                      | –                                                       | 13                                                      | 1                                                       |
| WTA 500 (32/30/28E)     | 470   | 305   | 185  | 100                                                     | 55                                                      | 1                                                       | –                                                       | –                                                       | 25                                                      | 18                                                      | 13                                                      | 1                                                       |
| WTA 500 (28D)           | 470   | 305   | 185  | 100                                                     | 55                                                      | 1                                                       | –                                                       | –                                                       | –                                                       | –                                                       | –                                                       | –                                                       |
| WTA 500 (16D)           | 470   | 305   | 185  | 100                                                     | 1                                                       | –                                                       | –                                                       | –                                                       | –                                                       | –                                                       | –                                                       | –                                                       |
| WTA 250 (32E, 32Q)      | 280   | 180   | 110  | 60                                                      | 30                                                      | 1                                                       | –                                                       | –                                                       | 18                                                      | 14                                                      | 10                                                      | 1                                                       |
| WTA 250 (32E, 24/16Q)   | 280   | 180   | 110  | 60                                                      | 30                                                      | 1                                                       | –                                                       | –                                                       | 18                                                      | –                                                       | 12                                                      | 1                                                       |
| WTA 250 (28D)           | 280   | 180   | 110  | 60                                                      | 30                                                      | 1                                                       | –                                                       | –                                                       | –                                                       | –                                                       | –                                                       | –                                                       |
| WTA 250 (16D)           | 280   | 180   | 110  | 60                                                      | 1                                                       | –                                                       | –                                                       | –                                                       | –                                                       | –                                                       | –                                                       | –                                                       |

- E = Einzelspielerin, D = Doppelspielerin, Q = Qualifikationsspielerin
- * Vorausgesetzt, dass während des Round Robins alle Spiele gewonnen wurden.

## Rücktritte
Die folgenden Spielerinnen beendeten 2022 ihre Tenniskarriere:
- Catherine Bellis – Januar 2022
- Ashleigh Barty – 23. März 2022[4]
- Květa Peschke – April 2022
- Laura Robson – 16. Mai 2022[5]
- Mónica Puig – 13. Juni 2022[6]
- Andrea Sestini Hlaváčková – Juni 2022
- Christina McHale – August 2022[7]
- Andrea Petković – August 2022[8]
- Lara Arruabarrena – August 2022
- Serena Williams – 2. September 2022
- Kurumi Nara – September 2022
- Katarina Srebotnik – September 2022
- Lucie Hradecká – Oktober 2022
- Stefanie Vögele – November 2022